# 18845 Cichocki
18845 Cichocki è un asteroide della fascia principale. Scoperto nel 1999, presenta un'orbita caratterizzata da un semiasse maggiore pari a 2,6393262 UA e da un'eccentricità di 0,1230112, inclinata di 12,56815° rispetto all'eclittica.